# Робърт Флъд
Робърт Флъд (на английски: Robert Fludd; на латински: Robertus de Fluctibus) е английски лекар, космологист, кабалист и астролог. Последовател на Парацелз и розенкройцерството. Критикува теориите на Гасенди, Кеплер, Либавий и др. Приятел на Уилям Харви и защитник на неговата теория за кръвообращението.

## За него
- Allen G. Debus, The English Paracelsians, New York: Watts, 1965.
- Tita French Baumlin, „Robert Fludd“, The Dictionary of Literary Biography, Volume 281: British Rhetoricians and Logicians, 1500 – 1660, Second Series, Detroit: Gale, 2003, pp. 85 – 99.
- James Brown Craven, Doctor Fludd (Robertus de Fluctibus), the English Rosicrucian: Life and Writings, Kirkwall: William Peace & Son, 1902.
- Frances A. Yates, The Art of Memory, London: Routledge, 1966.
- William H. Huffman, ed., Robert Fludd: Essential Readings, London: Aquarian/Thorsons, 1992.
- Johannes Rösche, Robert Fludd. Der Versuch einer hermetischen Alternative zur neuzeitlichen Naturwissenschaft (Göttingen, Vandenhoeck & Ruprecht, 2008).